# 寇家河乡
寇家河乡是中国陕西省宝鸡市千阳县下辖的一个乡。

## 行政区划
寇家河乡下辖以下行政区：
寇家河村、新兴村、韩家堂村、白善坊村、坡头村、董坊村、龙槐塬村、邢家塬村、仰塬村